# Herb Magidson
Herbert „Herb“ Adolph Magidson (* 7. Januar 1906 in Braddock, Pennsylvania; † 2. Januar 1986 in Beverly Hills, Kalifornien) war ein US-amerikanischer Liedtexter von Filmmusik, der bei der Oscarverleihung 1935 den Oscar für den „Besten Song“ erhielt.

## Biografie
Magidson begann seine Laufbahn 1929 als Songwriter für den Film The Time, the Place and the Girl und schrieb im Lauf seiner Karriere die Liedtexte für annähernd 80 Filme. 1935 erhielt er zusammen mit dem Komponisten Con Conrad den Oscar in der Kategorie „Bester Song“ für das Lied „The Continental“ aus dem Film Tanz mit mir! (Scheidung auf amerikanisch, 1934).
Später erhielt er weitere Nominierungen für den Oscar in dieser Kategorie, und zwar zum einen 1944 mit dem Komponisten Jimmy McHugh für „Say a Prayer for the Boys Over There“ aus dem Film Hers to Hold (1943), zum anderen 1946 mit dem Komponisten Allie Wrubel für den Song „I’ll Buy That Dream“ aus Sing Your Way Home (1945).
Seine bekanntesten Songs waren „(I’m Afraid) The Masquerade Is Over“, „Singin’ in the Bathtub“, „Gone With The Wind“, „Conchita, Marquita, Lolita, Pepita, Rosita, Juanita Lopez“, „Enjoy Yourself It’s Later Than You Think“ und „Who Shot Ya“. Einige der von ihm getexteten Lieder wurden auch noch in Filmen verwendet, die erst nach seinem Tod entstanden wie Alle sagen: I love you (1996), 8 Mile (2002) oder Könige der Wellen (2007). Magidson arbeitete auch mit George Jessel und Ned Washington sowie für den Musicalfilm Music in Manhattan mit Lew Pollack zusammen.
Für seine Verdienste als Liedtexter wurde er 1980 in die Songwriters Hall of Fame aufgenommen.